# Mecometopus wallacei
Mecometopus wallacei är en skalbaggsart som först beskrevs av White 1855.  Mecometopus wallacei ingår i släktet Mecometopus och familjen långhorningar.
Artens utbredningsområde är Guyana. Inga underarter finns listade i Catalogue of Life.